# Frostastaðavatn
Frostastaðavatn är en sjö på Island. Dess yta är 2,6 km2.